# وفره
وفره (به عربی: الوفرة) یک منطقهٔ مسکونی در کویت است که در استان احمدی واقع شده‌است.